# Володимирівка (Девладівська сільська громада)
Володи́мирівка — село в Україні, у Девладівській сільській громаді Криворізького району Дніпропетровської області. До адміністративно-територіальної реформи 2020 року село входило до Ордо-Василівської сільської ради Софіївського району
Населення — 97 мешканців.

## Географія
Село Володимирівка розташоване на відстані 1 км від села Мотина Балка та за 1,5 км від села Зав'ялівка. По селу протікає пересихаючий струмок з загатою. Поруч проходить залізниця, станція Зав'ялівка.

## Населення

### Мова
Розподіл населення за рідною мовою за даними перепису 2001 року:
| Мова       | Відсоток |
| ---------- | -------- |
| українська | 92,8 %   |
| російська  | 7,2 %    |

## Археологія
Курганна група розташована за 1, 75 км. на південний схід від центру села, за 1,6 км. на схід від залізниці, з обох боків від лісосмуги, на вододіллі балки Мотина та р. Демурина - правих приток р. Саксагань.
Виявлена у 1982 р. археологом Дніпропетровського історичного музею ім. Д. І. Яворницького Л. М. Чуриловою.

## Інтернет-посилання
- Погода в селі Володимирівка [Архівовано 21 грудня 2011 у Wayback Machine.]